# Pequeños maestros jónicos

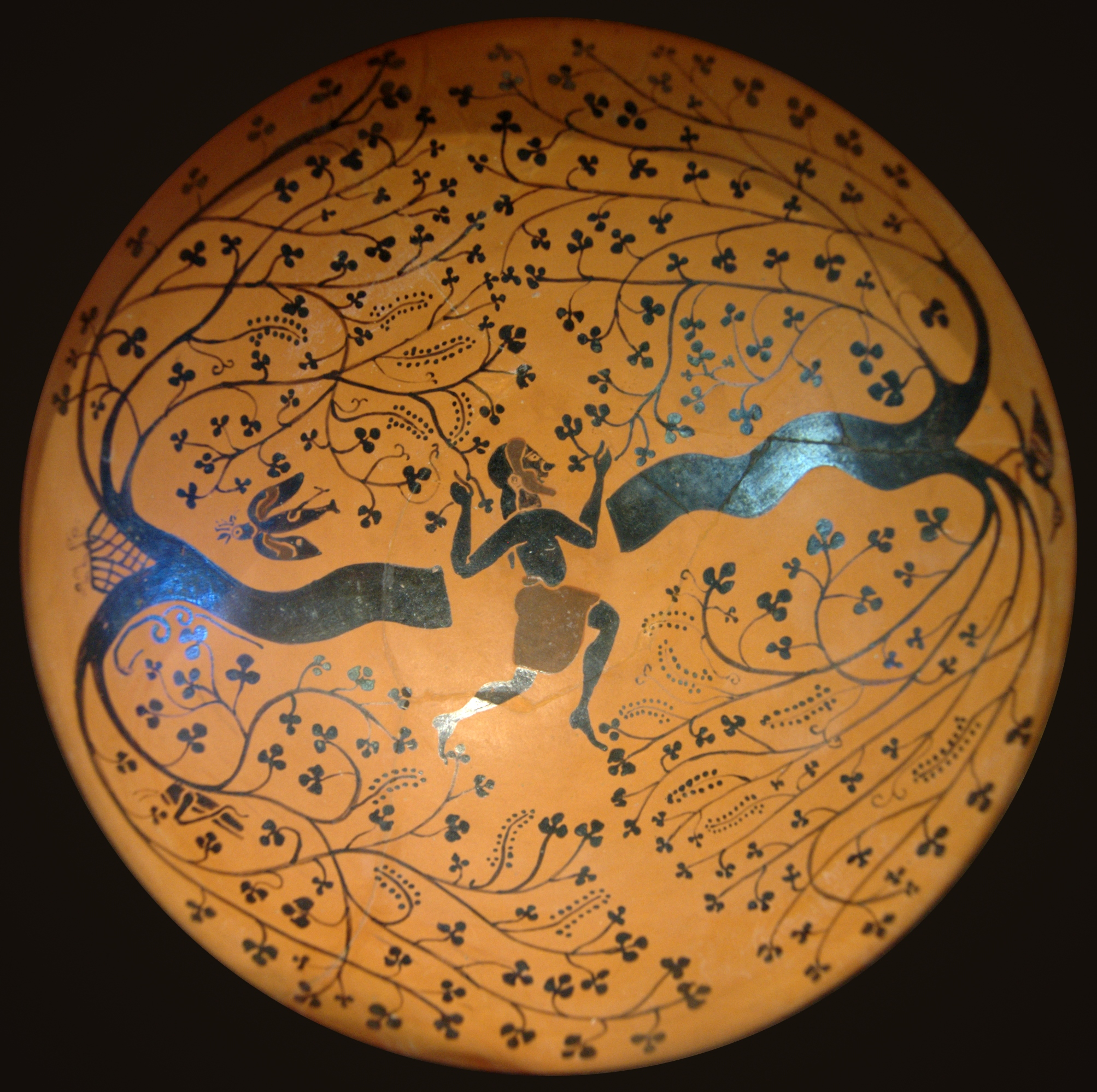
Copa jónica, conocida como la Copa de los cazadores de pájaros, Louvre F68.

Pequeños maestros jónicos es el nombre dado a los ceramistas greco-orientales que crearon algunas copas que datan de alrededor de 560 al tercer cuarto del siglo VI a. C., inspiradas en la producción contemporánea de Ática en los años en que estaba reemplazando la anterior supremacía de la cerámica corintia. No eran un grupo, sino hábiles autores, aislados unos de otros, que se dedicaban a este producto como una obra excepcional, por lo tanto rara, dentro de una producción más común. Las copas de los Pequeños maestros jónicos tienden a imitar las copas de Siana y las copas áticas en la finura y el color de la arcilla, en la pintura que tiende al negro y en la forma. Se distinguen del modelo por una decoración más libre, sin patrones prefijados, y por el estilo ecléctico que mezcla la técnica del ahorro y las incisiones. En general se cree que se originaron en Samos, aunque las conexiones estilísticas con la cerámica de Fikellura tienden a acercarlos a Mileto. Por otra parte, la falta de homogeneidad dentro de la clase permite formular hipótesis sobre diferentes orígenes.
De las tradicionales copas jónicas los Pequeños Maestros derivan la práctica de decorar los labios de ambas paredes con una banda de hojas de hiedra o mirto por fuera, y con pájaros u otros animales por dentro. En las copas más antiguas los animales pertenecen a la tradición del estilo de la cabra salvaje, pero la línea de contorno se abandona en favor de un mayor uso de la silueta, en un estilo que también pertenece a la cerámica de Fikellura y al Pintor de Altemburgo en particular. La imitación de la escuela ática se observa en cambio en la exclusión del ornamento de relleno. El hombre pintado en el centro del tondo de la conocida copa del Louvre F 68, que pertenece a esta clase, es estilísticamente similar a la cerámica de Fikellura, con detalles interiores que son económicos. Las copas más recientes están más cerca de la cerámica ática y normalmente tienen incisiones.
El tondo interior está a veces decorado con una gran figura sobre una línea de exergo, como en los platos orientales griegos del primer cuarto del siglo VI a. C., otras veces un tondo figurativo central está rodeado por otros campos figurativos.
Los lugares de descubrimiento son Samos, Náucratis y Etruria; los ejemplos aislados provienen de Esmirna, Mileto, Ponto (Sozopol) y Egina.